# Dodge
Dodge ist eine US-amerikanische Automarke des aus der Fusion von PSA und FCA entstandenen Konzerns Stellantis.

## Geschichte

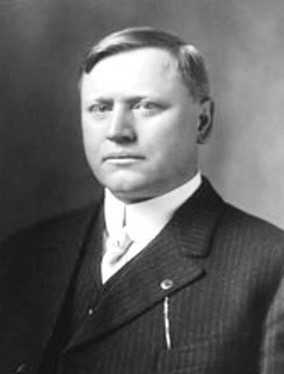
John Francis Dodge

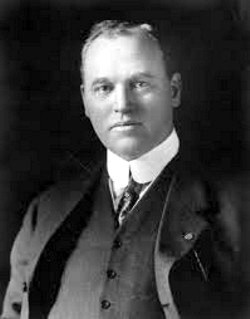
Horace Elgin Dodge

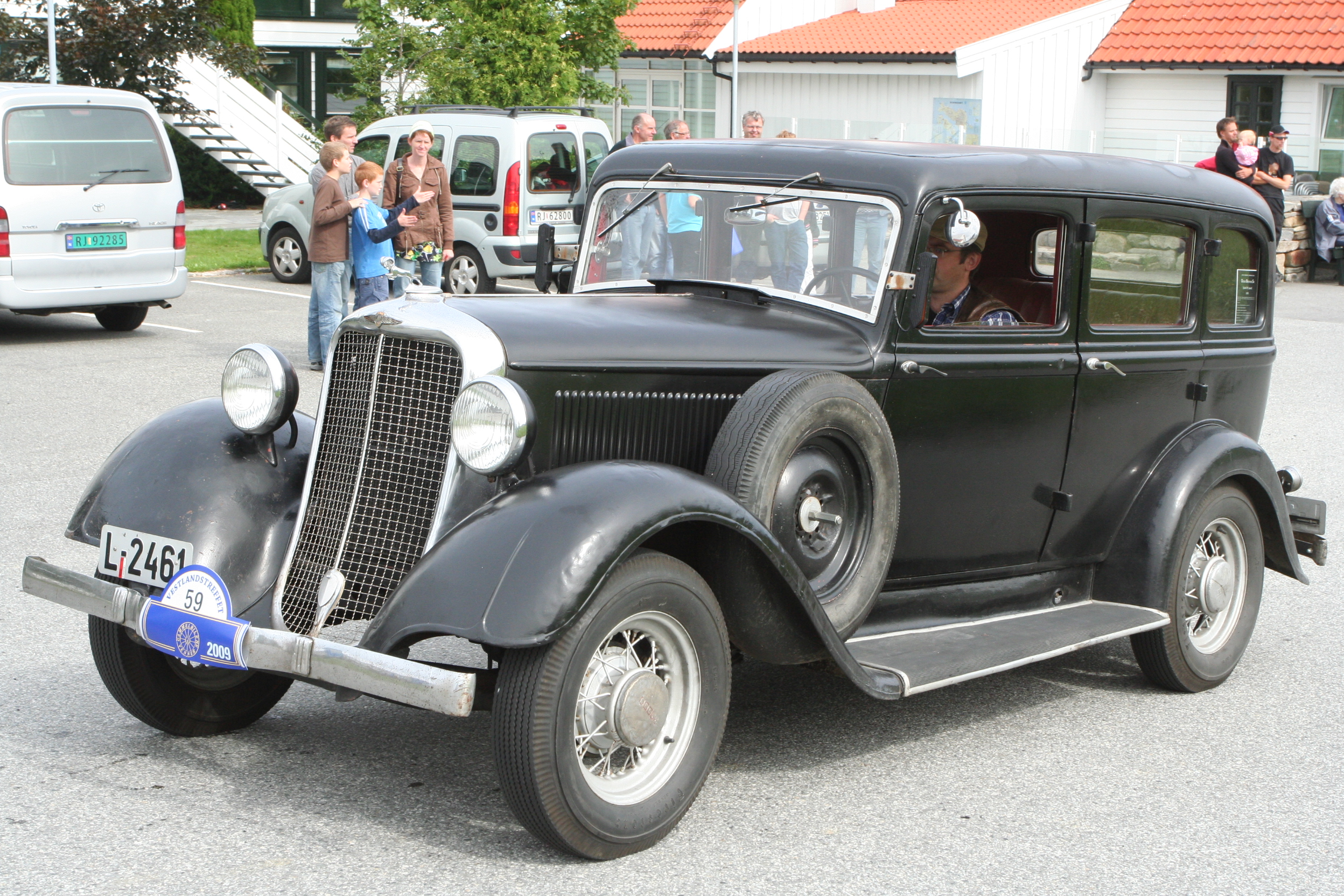
1933er Dodge DP Six

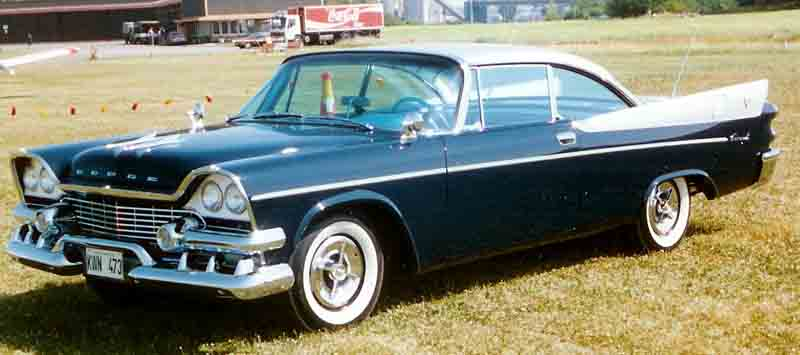
Dodge Coronet von 1958

1899 verkauften John Francis Dodge und Horace Elgin Dodge die 1889 mit ihrem Partner Fredrick Evans gegründete Evans & Dodge Bicycle Company an die Canadian Cycle Motor Co. und eröffneten 1900 in ihrer Heimatstadt Niles eine Werkstatt. 1901 verlegten sie diese nach Detroit, Michigan. Ihre Kugellager und andere von ihnen produzierten Teile wurden von der noch jungen Automobilfertigung dringend benötigt, ab 1902 fertigten sie Kraftübertragungen für Oldsmobile.
1902 kamen die Dodge-Brüder mit Henry Ford zusammen, der um Unterstützung in der Finanzierung seiner eigenen Automobilfabrik nachfragte. Die Dodge-Brüder ermöglichten mit der Finanzierung den Start der Ford Motor Company, ebenfalls fertigten sie Teile für die frühen Ford und erzielten so gegenseitigen finanziellen Nutzen.
1914 begannen die Dodge-Brüder mit ihrer eigenen Automobilfabrik, diese trug bis 1927 den Namen Dodge Brothers Motor Vehicle Company. Die ersten Modelle ähnelten dem damals berühmten Ford T, wiesen aber einige Verbesserungen auf, wie z. B. Elektrostarter (gegenüber der „T“-Handkurbel) und wurden beliebt als Mittelklasse-Fahrzeuge. Die neuen Dodge waren ein kommerzieller Erfolg.
Ab 1917 baute Dodge auch mittelschwere Lkw für das US-Heer im Ersten Weltkrieg und nach dessen Ende auch für den zivilen Bedarf.

1920 starben beide Brüder, John Francis im Januar und Horace Elgin im Dezember. 1925 wurde Dodge für 146 Millionen US-Dollar von der Dillon and Read Company gekauft, seinerzeit die größte finanzielle Transaktion der Geschichte. Dillon and Read verkaufte Dodge am 31. Juli 1928 an Chrysler.
Während des Zweiten Weltkrieges produzierte Dodge 1/2-tonner und 3/4-tonner Geländefahrzeuge für die US Army, die Fahrzeuge wurden über das Lend & Lease Abkommen auch an die Sowjetunion, Großbritannien und die Frei-Französischen Streitkräfte geliefert. Um den Bedarf der US-Army zu decken, wurden Fahrzeuge der Dritten Generation des Chevrolet Suburban bei Dodge gefertigt. Zu den Fahrzeugen und Angaben folgende Übersicht.
| Bezeichnung                 | Herstellerangabe                                                                           | Verwendung/Bemerkung                                 |
| --------------------------- | ------------------------------------------------------------------------------------------ | ---------------------------------------------------- |
| Carryall 1⁄2-ton, 4x2       | Chevrolet Motor Div. (General Motors Corp.) Dodge Brothers Corp. (Div. of Chrysler Corp.). | Kombi mit Fenstern, TM 9-2800, S. 138–139.           |
| Panel Delivery 1⁄2-ton, 4x2 | Chevrolet Motor Div. (General Motors Corp.) Dodge Brothers Corp. (Div. of Chrysler Corp.). | Kombi ohne hintere Seitenfenster, TM 9-2800, S. 144. |

Die Marke Dodge bediente das mittelpreisige Segment zwischen den anderen Marken Plymouth und DeSoto und produzierte neben Pkw auch Lkw und Busse. Als 1973 die Ölkrise auch die USA traf, waren die Modelle für Käuferbedürfnisse zu groß und übermotorisiert, so dass fortan auch Modelle der Marke Chrysler vertrieben wurden, die sich nur in Details unterschieden.

Daimler versuchte nach der Fusion mit Chrysler die Marke Dodge auch in Europa zu etablieren und begann 2003 mit dem Vertrieb. In Österreich und Deutschland wurde ab Juni 2006 der Caliber vertrieben. Die Marke war den Käufern in Europa unbekannt, so dass große Rabatte gewährt werden mussten. In Mexiko startete Dodge 2008 den Versuch, unter der Submarke Trazo den Trazo C, ein Schwestermodell des Nissan Tiida, zu vertreiben. Aufgrund der geringen Resonanz wurde diese Marke bereits im darauffolgenden Jahr wieder eingestellt.

### Seit 2010
Ab 2010 wurde die Marke Dodge neu positioniert. Der erfolgreiche Bereich der Ram Pick-Ups wurde in die neue Marke Ram ausgegliedert, die auch das Markenlogo mit dem bekannten Widderkopf im Wappen übernahm. Die Viper-Modelle wurden als neue eigenständige Marke Viper ausgegliedert. Dodge-Modelle trugen fortan den Schriftzug „Dodge“ mit zwei geneigten Rennstreifen, die die Sportlichkeit der Marke symbolisieren sollten.
Durch die Übernahme des Chrysler-Konzerns und somit auch der Marke Dodge durch Fiat wurde der Vertrieb der Marke auf den europäischen Märkten offiziell eingestellt, wenngleich weiterhin Händler Fahrzeuge aus den USA in beträchtlicher Zahl in Eigenregie importieren. Diese Modelle umfassten den Journey, Avenger, Grand Caravan, Challenger und Charger und auch die Neo-Muscle Cars Challenger R/T und Charger R/T z. T. mit Hemi-Motoren und auch Full Size SUVs wie den Durango. Der Fiat Freemont basierte auf dem Dodge Journey.
Der Dart (2013–2016) in den USA hatte die gleiche technische Basis wie die Alfa Romeo Giulietta (2010–2020). Zwischen den beiden Modellen von Alfa Romeo und Dodge bestanden jedoch große Unterschiede z. B. bezüglich der Motorisierung und des Fahrwerks. So waren die Modelle für Europa auch mit Dieselmotoren verfügbar, während die Modelle in den USA mit größeren Ottomotoren ausgestattet wurden. Geringer sind die Unterschiede zwischen den SUV Alfa Romeo Tonale und Dodge Hornet. Die Produktion der Modelle Charger und Challenger wurde im Dezember 2023 beendet. Die Produktion beschränkte sich fortan auf Hornet und Durango, jedoch wird der Hornet im Alfasud-Werk bei Neapel produziert. Mit dem Charger präsentierte Dodge im März 2024 schließlich sein erstes Elektroauto.

## Markenlogos

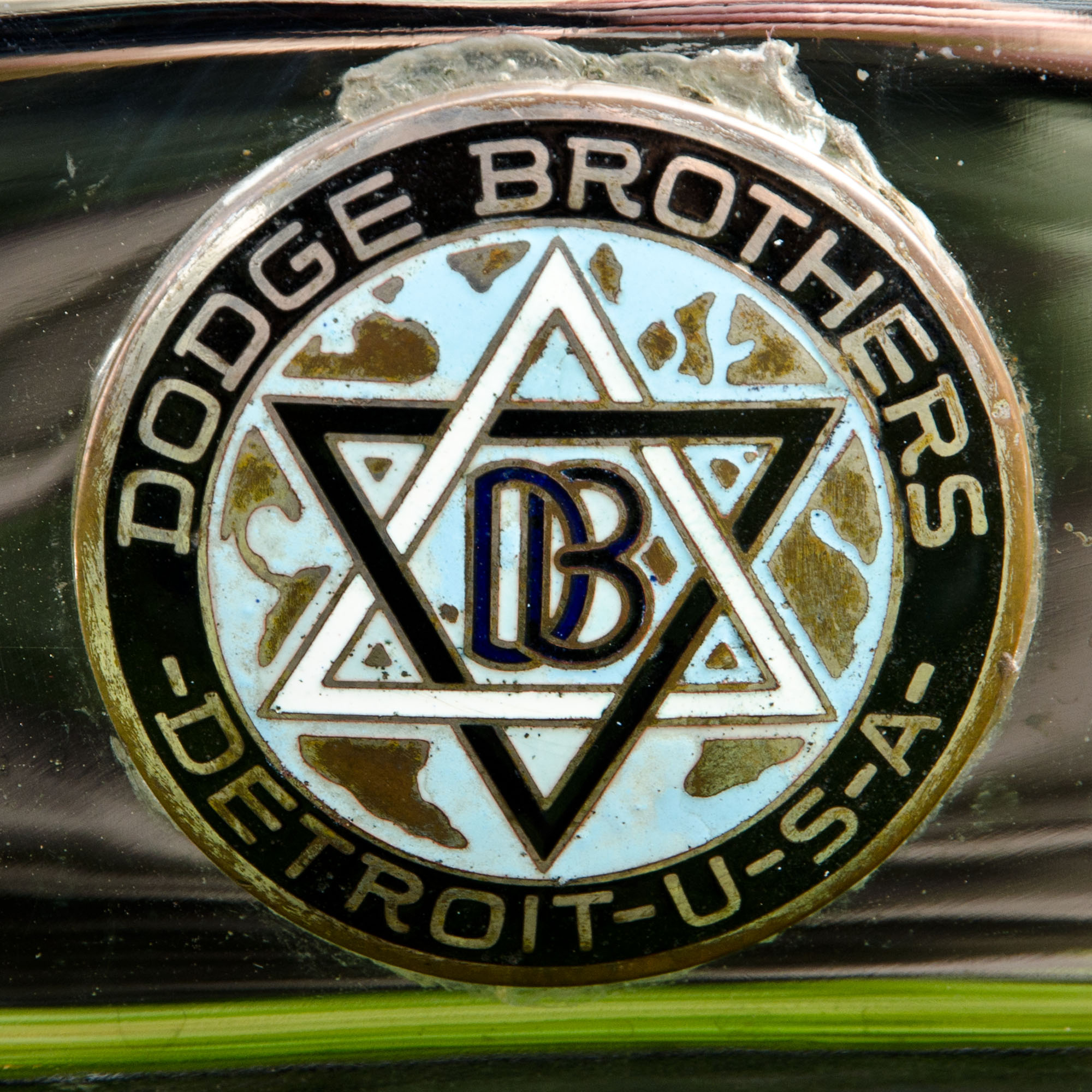
Dodge-Logo 1914 bis ca. 1925*
Variante des ersten Logos. DB steht für Dodge Brothers
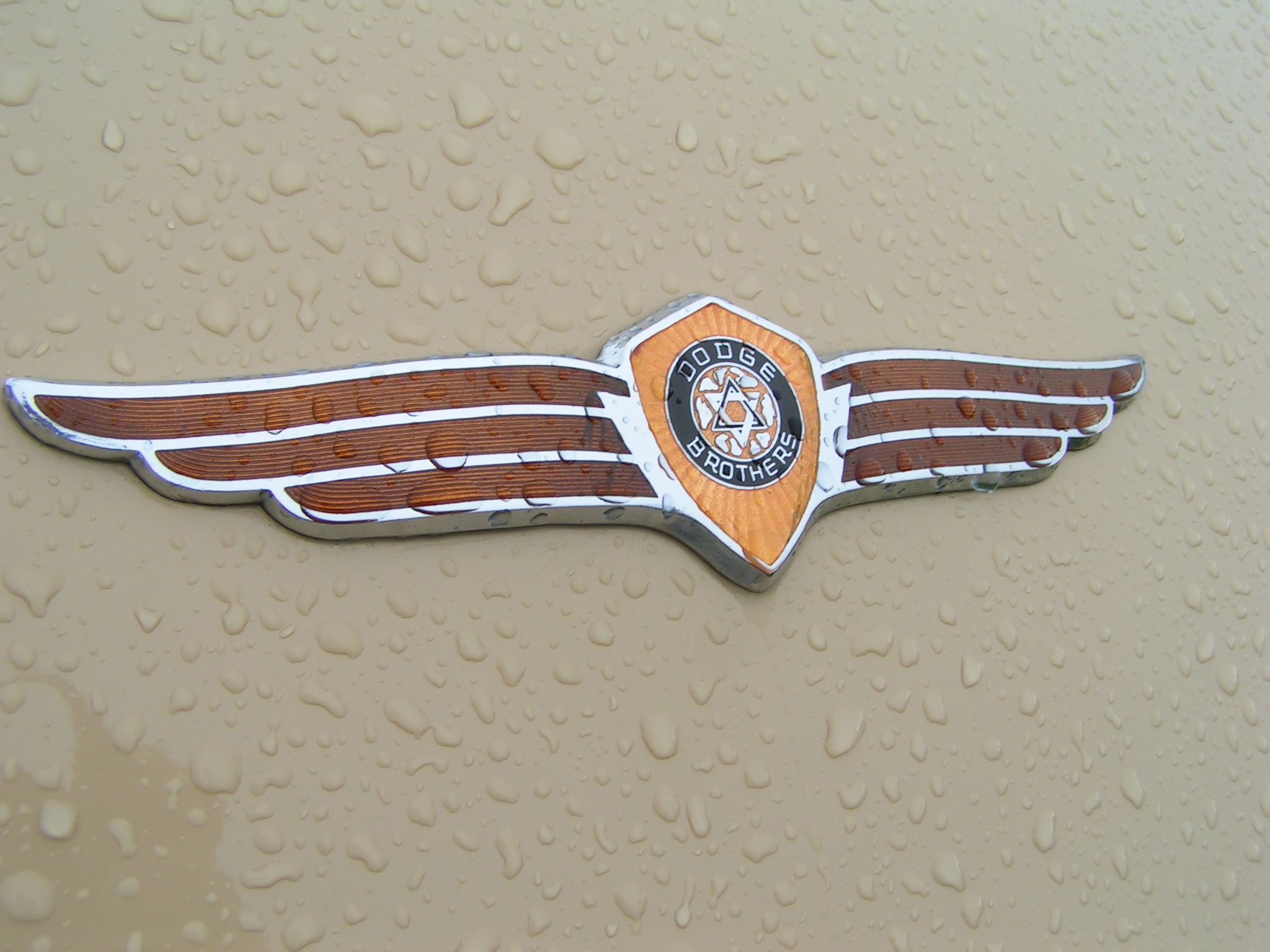
Variante von 1937
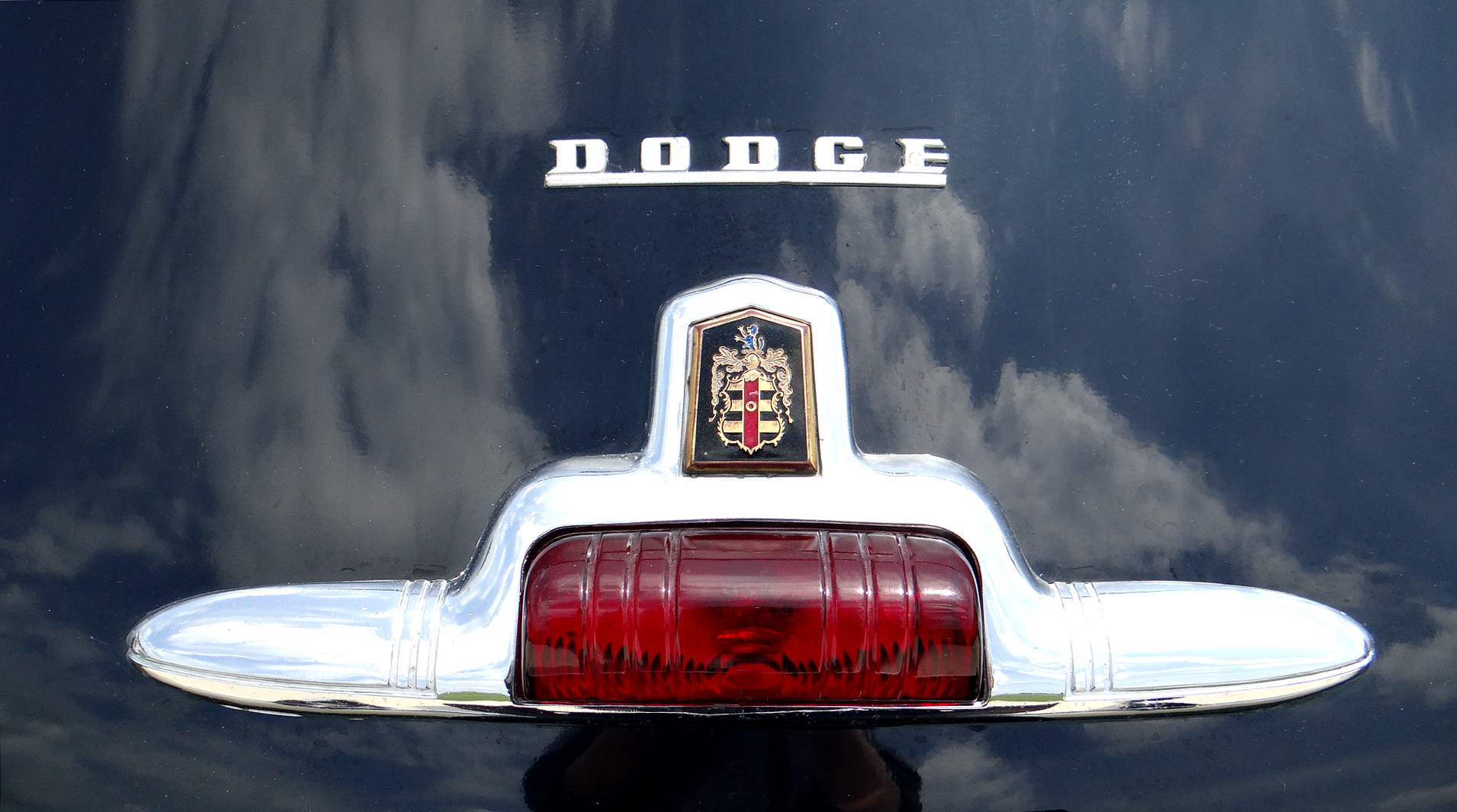
Familienwappen und Schriftzug, 1946
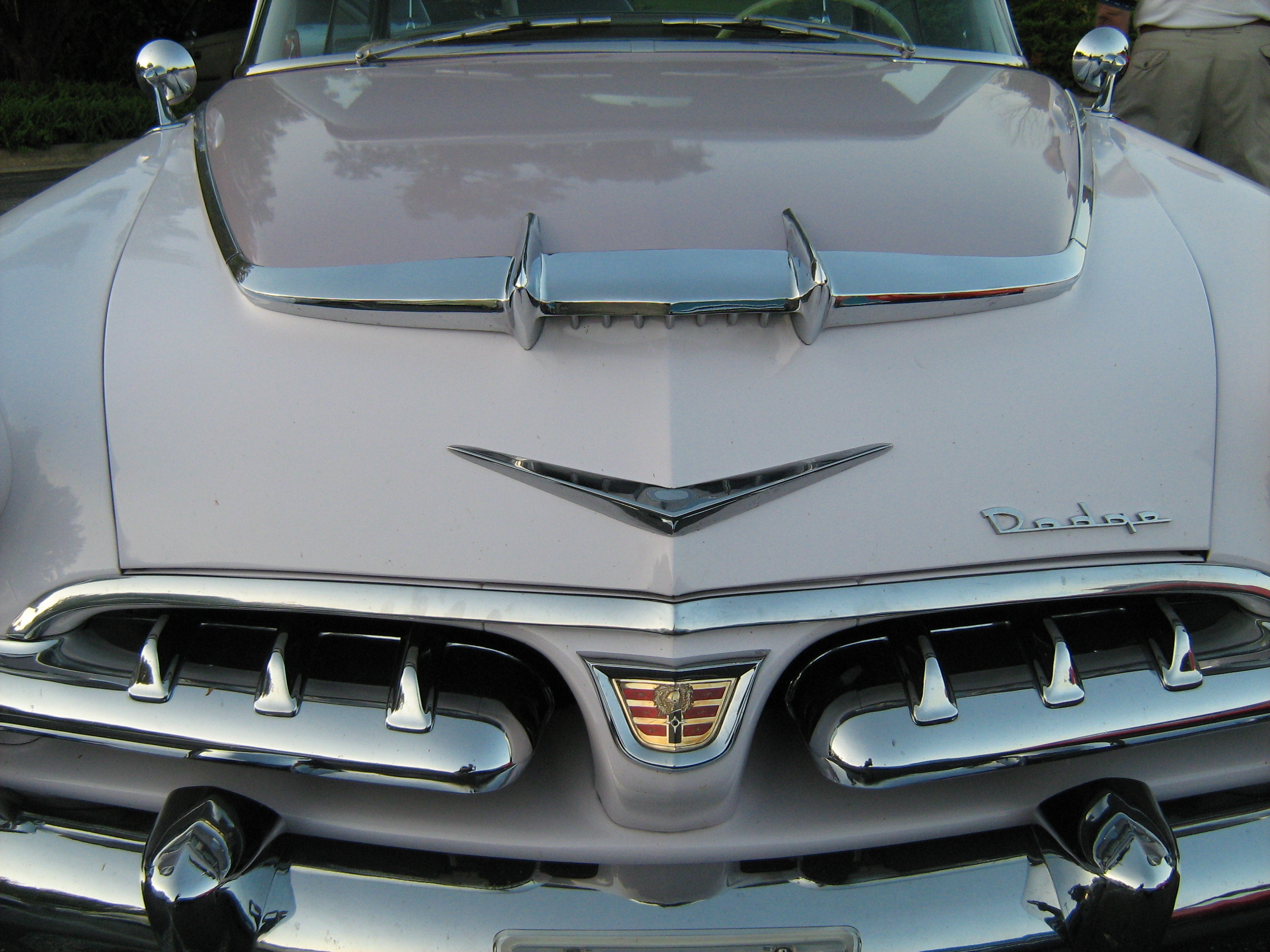
Familienwappen und Schriftzug, 1956
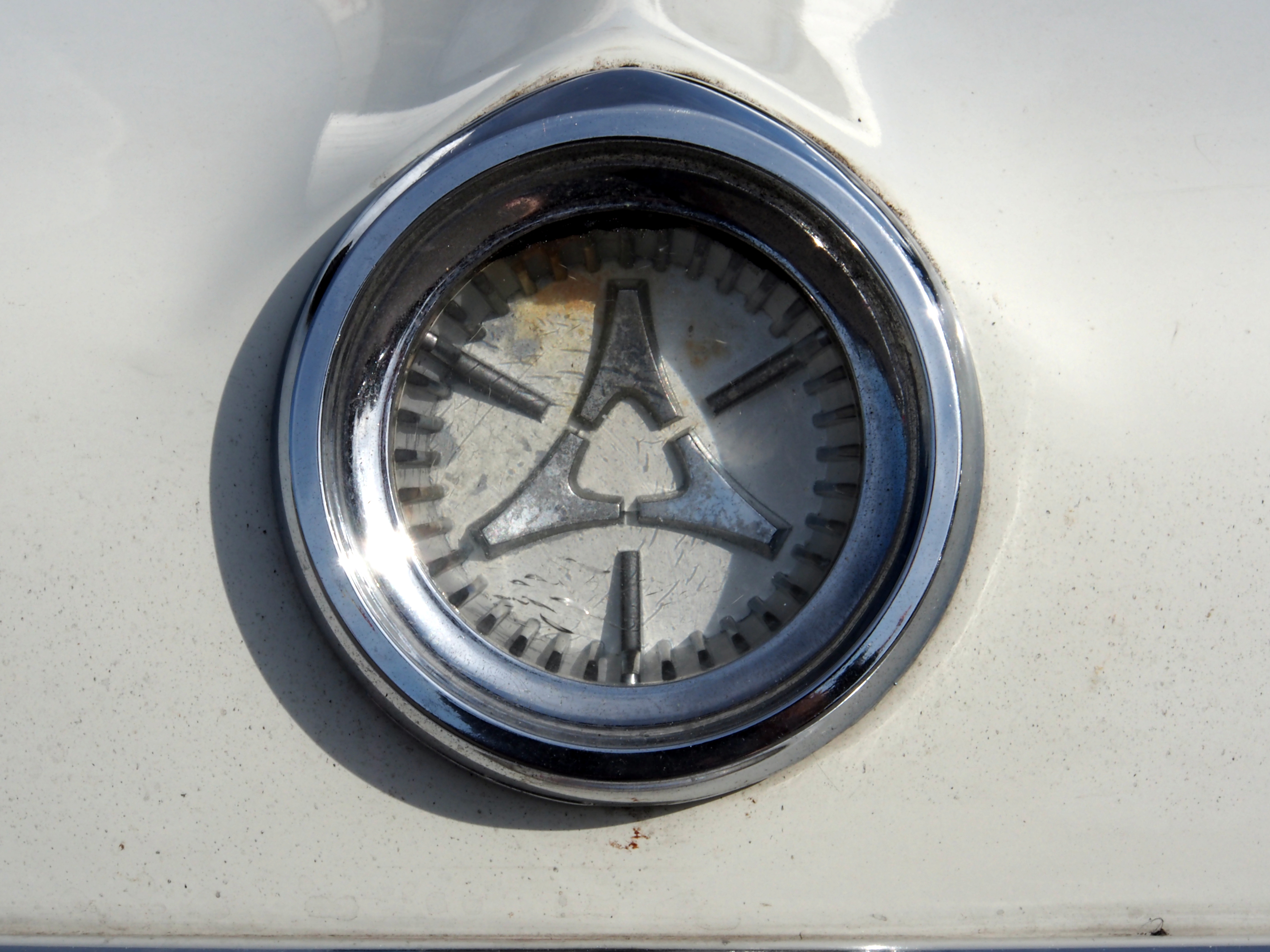
„Fratzog“, 1962–1981
Pentastar 1966–96. Dieses Logo wurde auch von Chrysler verwendet.
Offizielles Markenlogo seit 2010 (USA)
Früheres Logo für Nutzfahrzeuge

*Anmerkung: Das zwischen 1914 und ca. 1925 verwendete Logo zeigt nicht, wie auf den ersten Blick zu vermuten ist, einen Davidstern, sondern zweimal den ineinander verschlungenen griechischen Buchstaben Delta. Dadurch soll die tiefe Verbundenheit, die die beiden Brüder zeitlebens pflegten, symbolisiert werden.

## Modelle
Unter dem Namen Dodge werden Pkw und Sport Utility Vehicles (SUV) angeboten. In Europa wurde die Marke eingestellt.

### PKW-Modelle (unvollständig, nur bis 1969)
| Modelljahr | Modelle |
| ---------- | --- |
| 1914       | Modell 30-35 |
| 1915       | Modell 30-35 |
| 1916       | Modell 30-35 |
| 1917       | Modell 30 |
| 1918       | Modell 30 |
| 1919       | Modell 30 |
| 1920       | Modell 30 |
| 1921       | Modell 30 |
| 1922       | Modell 30, Serie 116 |
| 1923       | Serie 116 |
| 1924       | Serie 116 |
| 1925       | Serie 116 |
| 1926       | Serie 126 |
| 1927       | Serie 126/124, Fast Four 128/129, Senior 2249 |
| 1928       | Fast Four 128/129, J-Serie, M-Serie, Senior 2249/2251/2252, S-Serie, Standard 140/141, Victory 130/131 |
| 1929       | DA-Serie, DB-Serie, J-Serie, M-Serie, S-Serie |
| 1930       | DA-Serie, DB-Serie, DC-Serie, DD-Serie |
| 1931       | DC-Serie, DD-Serie, DG-Serie, DH-Serie |
| 1932       | DC-Serie, DD-Serie, DG-Serie, DH-Serie, DK-Serie, DL-Serie |
| 1933       | DO-Serie, DP-Serie |
| 1934       | DR-Serie, DRXX-Serie, DS-Serie |
| 1935       | New Value DU-Serie |
| 1936       | Beauty Winner D2-Serie |
| 1937       | D5-Serie |
| 1938       | D8-Serie |
| 1939       | Luxury Liner D11-Serie |
| 1940       | Luxury Liner Deluxe D14-Serie, Kingsway D15-Serie, Luxury Liner Special D17-Serie |
| 1941       | Custom D19-Serie, Deluxe D19-Serie, Kingsway D20-Serie |
| 1942       | Custom D22-Serie, Deluxe D22-Serie |
| 1946       | Custom D24C-Serie, Deluxe D24S-Serie, Regent |
| 1947       | Custom D24C-Serie, Deluxe D24S-Serie, Regent |
| 1948       | Custom D24C-Serie, Deluxe D24S-Serie, Regent |
| 1949       | Coronet D30-Serie, Deluxe D24S-Serie, Regent, Wayfarer D29-Serie |
| 1950       | Coronet D34-Serie, Deluxe D24S-Serie, Regent, Wayfarer D33-Serie |
| 1951       | Coronet D42-Serie, Crusader, Kingsway, Meadowbrook D42-Serie, Regent, Wayfarer D41-Serie |
| 1952       | Coronet D42-Serie, Crusader, Kingsway, Meadowbrook D42-Serie, Regent, Wayfarer D41-Serie |
| 1953       | Coronet D46/D48-Serie, Crusader, Kingsway, Meadowbrook D46/D47-Serie, Regent |
| 1954       | Coronet D51/D52/D53-Serie Crusader, Meadowbrook D50/D51-Serie, Regent, Royal D50/D53-Serie |
| 1955       | Coronet D55/D56-Serie Crusader, Custom Royal D55-Serie, La Femme, Regent, Royal D55-Serie |
| 1956       | Coronet D62/D63-Serie Crusader, Custom Royal D63-Serie, Custom Royal Lancer D63-Serie, D-500 D63-Serie, La Femme, Regent, Royal D63-Serie, Royal Lancer D63-Serie, Sierra D63-Serie, Suburban D72-Serie      |
| 1957       | Coronet D66/D72-Serie Crusader, Custom Royal D67-Serie, Custom Royal Lancer D67-Serie, D-500 D63-Serie, Regent, Royal D67-Serie, Royal Lancer D67-Serie, Sierra D67-Serie, Suburban D72-Serie                |
| 1958       | Coronet, Crusader, Custom Royal, Custom Royal Lancer, D-500, Regal Lancer, Regent, Royal, Royal Lancer |
| 1959       | Coronet, Crusader, Custom Royal, Custom Royal Lancer, D-500, Regal Lancer, Regent, Royal, Royal Lancer, Viscount                                                                                             |
| 1960       | Coronet Crusader, Custom Royal, Custom Royal Lancer, D-500, Matador, Phoenix, Pioneer, Polara, Regal Lancer, Dodge Royal, Royal Lancer, Seneca                                                               |
| 1961       | Coronet, Custom Royal, Custom Royal Lancer, D-500, Lancer, Phoenix, Pioneer, Polara, Regal Lancer, Dodge Royal, Royal Lancer, Seneca                                                                         |
| 1962       | Custom 880, Dart 330, Dart 440, Lancer 170, Lancer 770, Phoenix, Polara 500 |
| 1963       | 330, 440, 880, Custom 880, Dart 170, Dart GT, Phoenix, Polara, Polara 500 |
| 1964       | 330, 440, 880, Custom 880, Dart 170, Dart GT, Phoenix, Polara |
| 1965       | Coronet, Coronet 440, Coronet 500, Custom 880, Dart 170, Dart 270, Monaco, Phoenix, Polara |
| 1966       | Charger, Coronet, Coronet 440, Coronet 500, Dart, Dart GT, Husky, Monaco, Phoenix |
| 1967       | Charger, Coronet 440, Coronet 500, Coronet Deluxe, Coronet R/T, Dart, Dart 270, Dart GT, Husky, Monaco, Monaco 500, Phoenix, Polara, Utility                                                                 |
| 1968       | Charger, Charger R/T, Coronado, Coronet 440, Coronet 500, Coronet Deluxe, Coronet R/T, Coronet Super Bee, Dart, Dart 270, Dart GT, GTX, Husky, Monaco, Monaco 500, Phoenix, Polara, Polara 500, RT, Utility  |
| 1969       | 3700 GT, Charger, Charger Daytona, Coronado, Coronet Deluxe, Coronet 440, Coronet 500, Coronet R/T, Coronet Super Bee, Dart, Dart GT, Dart Swinger, Diesel, GTX, Husky, Monaco, Phoenix, Polara, RT, Utility |

### LKW-, Pick-up- und SUV-Modelle
- Dodge A-Serie (1964–1970)
- Dodge Avenger (2007–2014)
- Dodge B-Serie (1948–1953, 1970–2003)
- Dodge C-Serie (1954–1960)
- Dodge Caliber (2006–2011)
- Dodge Caravan (1984–2020)
- Dodge D-Serie (1961–1980)
- Dodge Dakota (1987–2011)
- Dodge Durango (seit 1998)
- Dodge Hornet (seit 2023)
- Dodge JC (2007–2011)
- Dodge JCUV (2007–2011)
- Dodge Journey (seit 2008)
- Dodge H100 (Mexiko, 2004–2008)
- Dodge H100 Van/Wagon (Mexiko, 2007–2010)
- Dodge L-Serie (1967–1971)
- Dodge Nitro (2006–2011)
- Dodge Power Wagon (1945–1968)
- Dodge Raider (1987–1989)
- Dodge Ram 1500, 2500, 3500, SR-10 (1981–2010)
- Dodge Ram 50 (1979–1993, Variante des Mitsubishi Pick-up)
- Dodge Ram Daytona (nur 2005)
- Dodge Ramcharger (1974–1993)
- Dodge Rampage (1982–1984)
- Dodge Ram Wagon (1979–2003)
- Dodge Sportsman (1971–1978)
- Dodge Sprinter auf Basis des Mercedes-Benz Sprinter (2003–2010)
- Dodge VC-Serie (1940)
- Dodge W 200
- Dodge WC-Serie (1941–1945)
- Dodge Warlock (1977–1979, US-LKW in Kleinstserie)
- Dodge Wrangler TJL (2009–2011)

### Wohnmobile
- Dodge Titan 1970er Jahre

### Studien
- Dodge Fantasticar (2007)
- Dodge Tomahawk (2003)
- Dodge Kahuna (2003)
- Dodge Flitewing (1962)

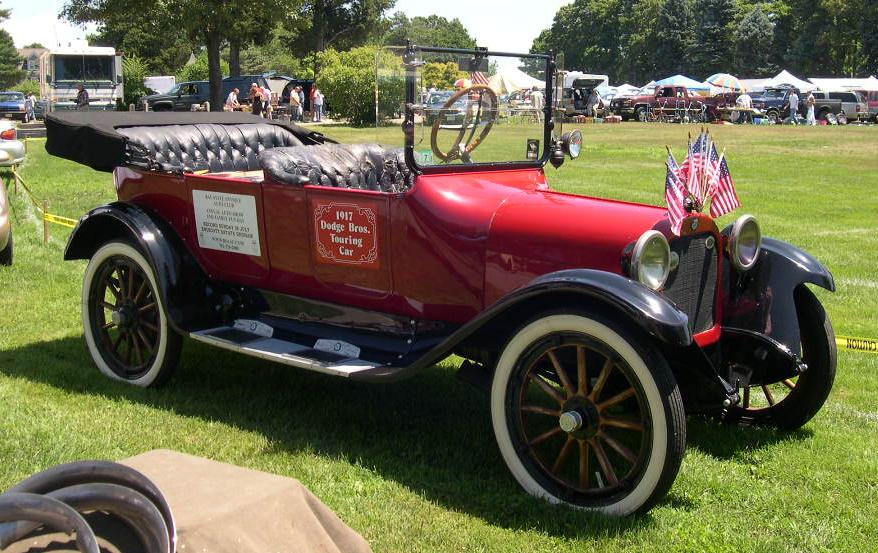
Dodge Modell 30 Tourenwagen (1917)
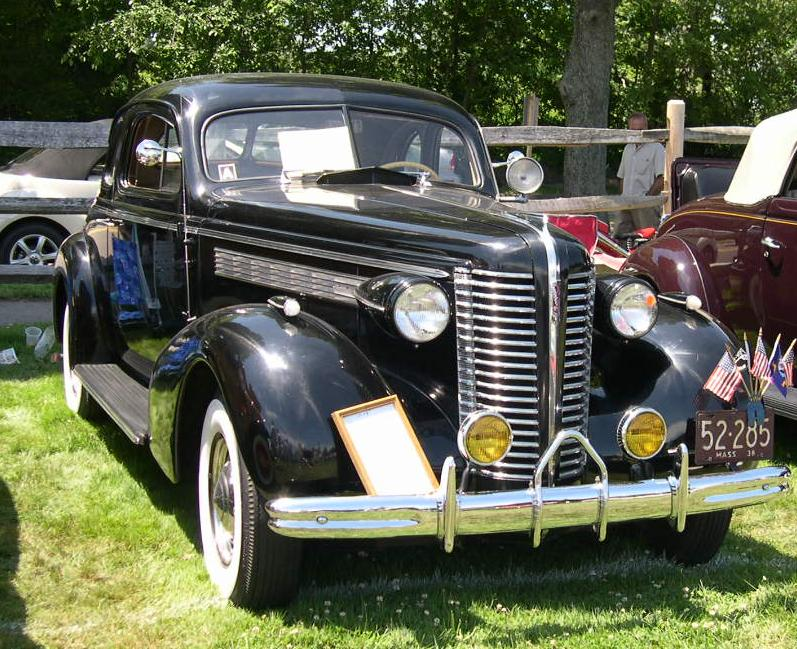
Dodge D5-Serie Coupé (1937)

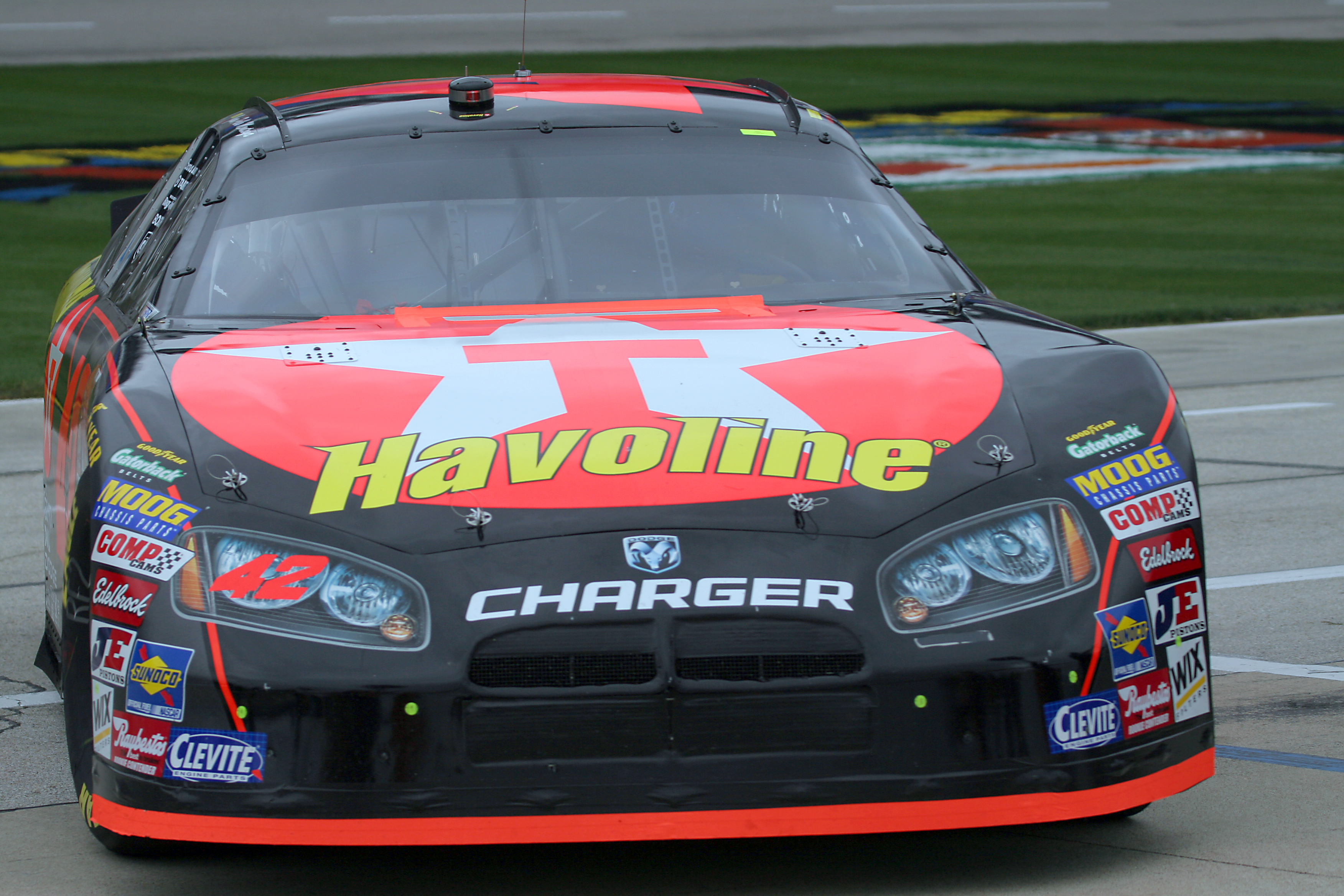

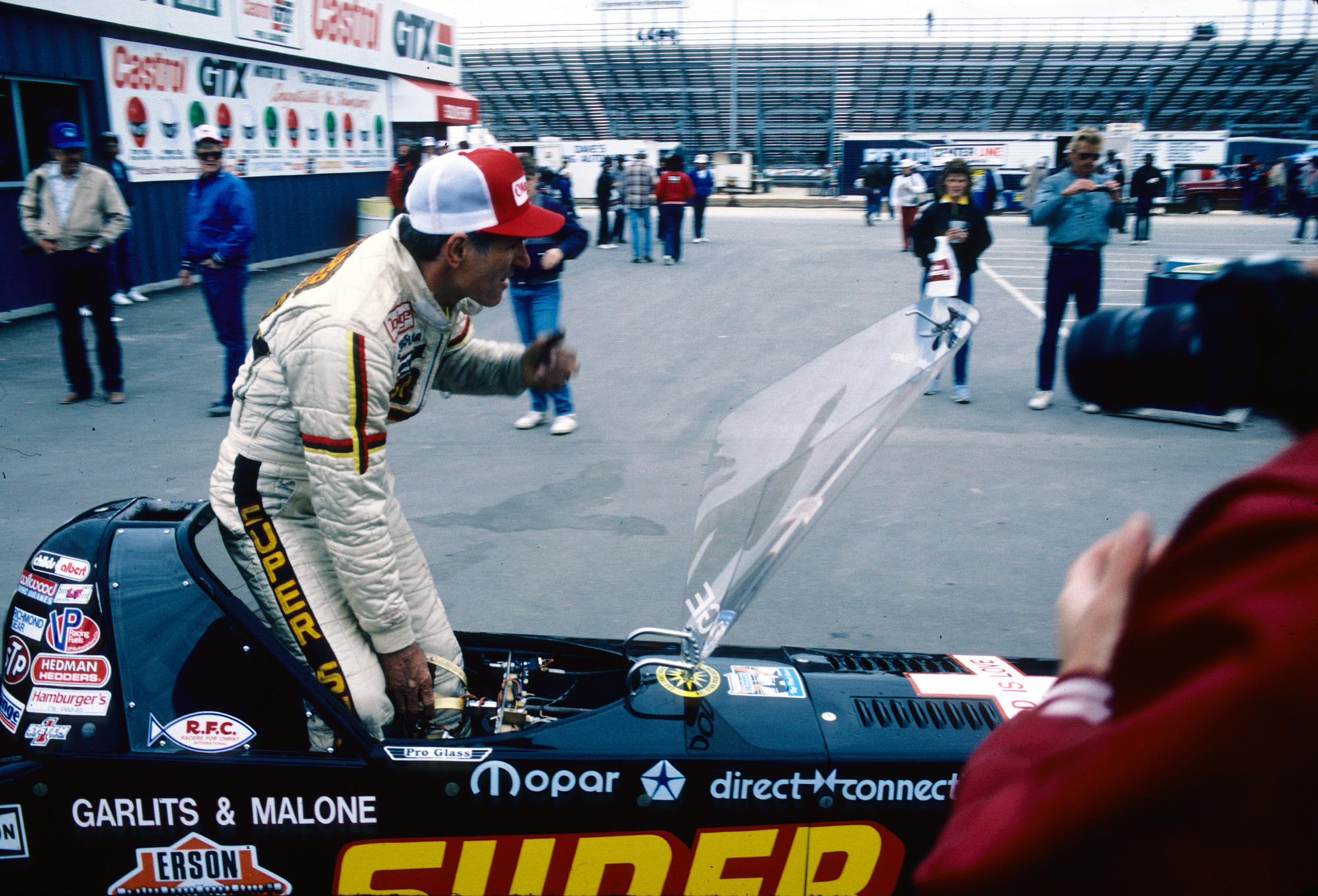
Don Garlits in Swamp Rat 30 (April 1987)

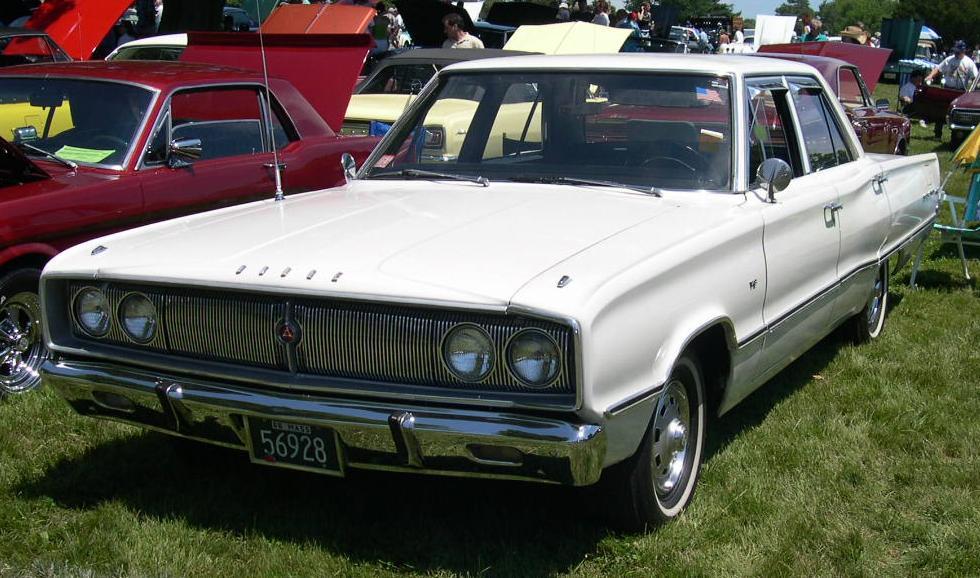
Dodge Coronet (1967)
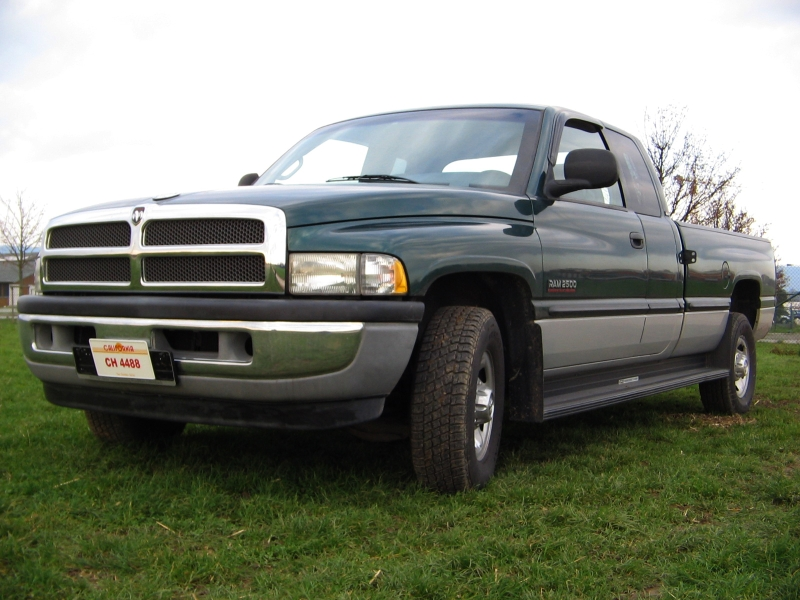
Dodge Ram 2500
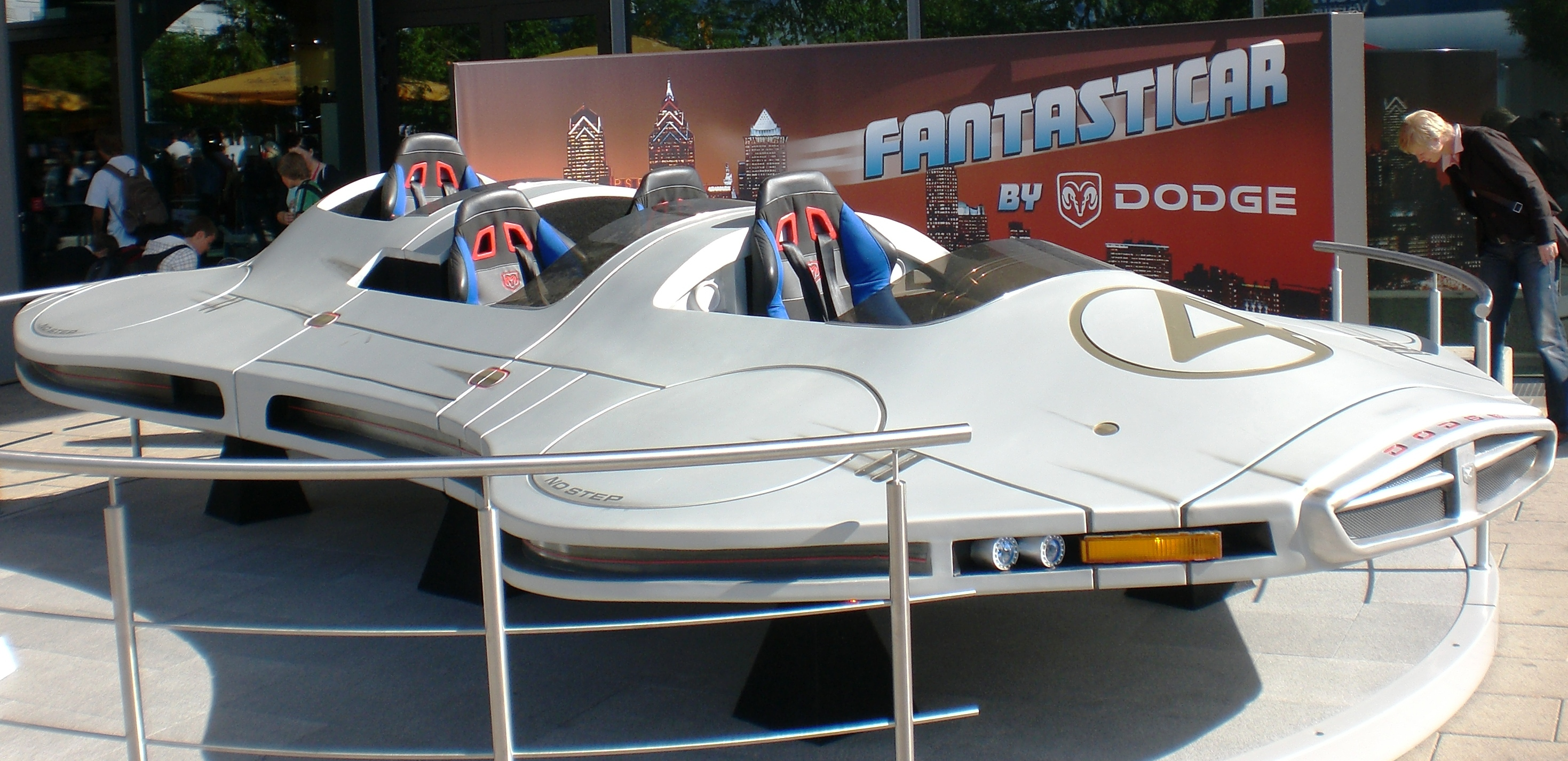
Dodge Fantasticar (2007)

### Motorsport
Dodge war bis zum Ende der Saison 2012 werksseitig in der NASCAR vertreten und verließ die Rennserie als Meister mit Brad Keselowski (Team Penske). Inzwischen werden nur noch vereinzelt privat eingesetzte Dodge-Fahrzeuge in der Nationwide-Rennserie eingesetzt.
Im US-amerikanischen Drag Racing erfreuen sich die V8-Aggregate von Dodge seit den 1960er Jahren sowohl in den Sportsman-Klassen, als auch in den Pro-Kategorien großer Beliebtheit. Don Garlits, Rennfahrer und Dragstern-Konstrukteur (und einer der Pioniere des modernen Drag Racing), stattete fast alle seine „Swap Rat“ getauften Top-Fuel-Dragster mit Dodge-Mopar-Triebwerken aus.